# Roman Mazur
Roman Mazur (11. srpna 1974, Český Těšín) je český protestantský duchovní, od roku 2021 je druhým náměstkem synodního seniora Českobratrské církve evangelické.
Pochází z rodiny bez církevních tradic; ke křesťanství se přiklonil v době dospívání a v 17 letech se nechal pokřtít. Vystudoval matematické gymnázium v Bílovci, evangelickou Biblickou a misijní školu v Hradci Králové a Evangelickou teologickou fakultu Univerzity Karlovy. Ordinován ke kazatelské službě v Českobratrské církvi evangelické byl 12. října 1997. V letech 1996–2004 působil jako jáhen v Ostravě-Vítkovicích a v Ostravě a v letech 2004–2006 tamtéž jako farář. Od září 2006 je farářem v Praze-Libni. V letech 2009–2021 byl seniorem Pražského seniorátu a od roku 2021 zasedá v Synodní radě Českobratrské církve evangelické.
Je ženatý, má tři děti.